# Jakobselva (Sør-Varanger)
Die Jakobselva (russisch Ворьема Worjema; nordsamisch Vuorjám; kvenisch Vuoremijoki) ist ein 45 km langer Fluss im äußersten Norden von Skandinavien.
Der Fluss hat seinen Ursprung im russischen Rajon Petschenga, fließt in nördliche Richtung, verläuft dann zwischen der Kommune Sør-Varanger im Fylke Finnmark und der Oblast Murmansk. Er bildet hierbei die Staatsgrenze zwischen Norwegen und Russland. Schließlich mündet die Jakobselva nahe der norwegischen Siedlung Grense Jakobselv in eine kleine Mündungsbucht und fließt über den Varangerfjord in die Barentssee ab.
Das Einzugsgebiet umfasst 236,44 km², der mittlere Abfluss an der Mündung 4,13 m³/s. In der Zeit zwischen 1920 und 1944 bildete der Fluss die Grenze zwischen Norwegen und Finnland. Der Fluss gilt als hervorragender Lachsfluss. Entlang des Flussabschnitts, der heute die Grenze zwischen Norwegen und Russland  bildet, ist das Angeln jedoch nur unter ganz bestimmten Umständen und nur für einen bestimmten Personenkreis erlaubt.
Um die Grenze des norwegischen Territoriums zu markieren, ließ König Oscar II. im Jahr 1869 eine steinerne Kapelle errichten, die noch heute an der Mündung steht.